# Candidaspongia
Candidaspongia is een geslacht van sponsdieren uit de klasse van de Demospongiae (gewone sponzen).

## Soort
- Candidaspongia flabellata Bergquist, Sorokin & Karuso, 1999